# Липовское сельское поселение (Воронежская область)
Липовское сельское поселение — муниципальное образование Бобровского района Воронежской области России.
Административный центр — село Липовка.

## Население
| 2000 | 2005  | 2010 | 2012 | 2013 | 2014 | 2015 | 2016 | 2017 |
| ---- | ----- | ---- | ---- | ---- | ---- | ---- | ---- | ---- |
| 1213 | ↘1083 | ↘803 | ↘786 | ↘737 | ↘682 | ↗692 | ↗696 | ↗703 |
| 2018 | 2019  | 2020 | 2021 |      |      |      |      |      |
| ↘661 | ↘637  | ↘623 | ↗666 |      |      |      |      |      |

## Административное деление
Состав поселения:
- село Липовка.